# Nicolae Tătaru
Nicolae Tătaru I (n. 16 decembrie 1931, Sibiu, România – d. 1 august 2001, București, România) a fost un fotbalist și antrenor român care a jucat pe postul de atacant. A jucat 11 ani pentru Steaua, devenind un simbol al echipei. Nicolae Tătaru a fost fratele mai mare al lui Gheorghe Tătaru.

## Steaua și echipa națională
Nicolae Tătaru a semnat cu Steaua București în 1952, după ce a jucat la echipa secundă a Stelei, Armata Craiova. Are 24 de selecții și 3 goluri la naționala României. A debutat pe 9 mai 1954 în meciul României contra Germaniei, disputat în Berlin în fața a 90.000 de suporteri. Primul gol l-a marcat împotriva Greciei în 1957.
În 1959, în meciul cu echipa olimpică a Uniunii Sovietice, a fost căpitanul naționalei. De atunci a mai fost căpitan de 8 ori. La Steaua, a jucat 210 meciuri și a înscris 75 de goluri. Este al zecelea marcator al Stelei.

## Cariera ca antrenor
Tătaru a antrenat echipele CS Târgoviște, FC Brăila, Flacăra Moreni, Petrolul Târgoviște și echipa de tineret a Stelei.

## Titluri
- De 3 ori Campion al României cu Steaua (1956, 1959-1960, 1960-1961)
- De 2 ori câștigător al Cupei României  (1955, 1961-1962)